# 9007 James Bond
9007 James Bond è un asteroide della fascia principale interna. Scoperto nel 1983, presenta un'orbita caratterizzata da un semiasse maggiore pari a 2,474048 UA e da un'eccentricità di 0,152437, inclinata di 5,871543° rispetto all'eclittica. Ha un diametro di 3,740 km, un periodo di rotazione di 47,762 ore e un'albedo di 0,329.
Fa parte della famiglia di asteroidi Vesta.
Il nome ricorda l'immaginario agente segreto del controspionaggio inglese, creato nel 1953 dallo scrittore britannico Ian Fleming.